# Dermoteri
Els dermoteri (Dermotherium) són un gènere extint de lèmurs voladors, un petit grup de mamífers planadors actualment limitat al sud-est asiàtic. Se n'han descrit dues espècies: D. major, de l'Eocè superior de Tailàndia, coneguda a partir d'un únic fragment de maxil·lar inferior, i D. chimaera, de l'Oligocè superior de Tailàndia, coneguda a partir de tres fragments de maxil·lar inferior i dues molars superiors aïllades. A més a més, hi ha una molar superior aïllada de l'Oligocè inferior del Pakistan que s'ha assignat provisionalment a D. chimaera. Es creu que tots els jaciments on s'han trobat fòssils de dermoteris corresponen a medis boscosos. Els dermoteris probablement eren animals de bosc, igual que els lèmurs voladors d'avui en dia, però no se sap si ja tenien les mateixes adaptacions per planar.
Els dermoteris tenen una sèrie de característiques dentals que els diferencien de les dues espècies actuals de lèmurs voladors, així com característiques que només es donen en una de les dues. La tercera incisiva inferior, la canina inferior i la tercera premolar inferior, com a mínim, són pectinades (similars a una pinta), car presenten fileres longitudinals de cúspides, una característica poc habitual dels lèmurs voladors (no s'ha trobat cap de les dues primeres incisives inferiors del dermoteri). La quarta premolar inferior, en canvi, s'assembla a les molars inferiors. La part frontal d'aquestes dents, el trigònid, és més ampla en D. chimaera que en D. major, del qual només s'han trobat les molars inferiors segona i tercera. Les dues espècies també es diferencien en la configuració del cantó posterior interior de les molars inferiors. Les molars superiors són dents triangulars, amb una sèrie de cúspides petites però distintes, especialment a la segona molar superior, i esmalt rugós.

## Taxonomia

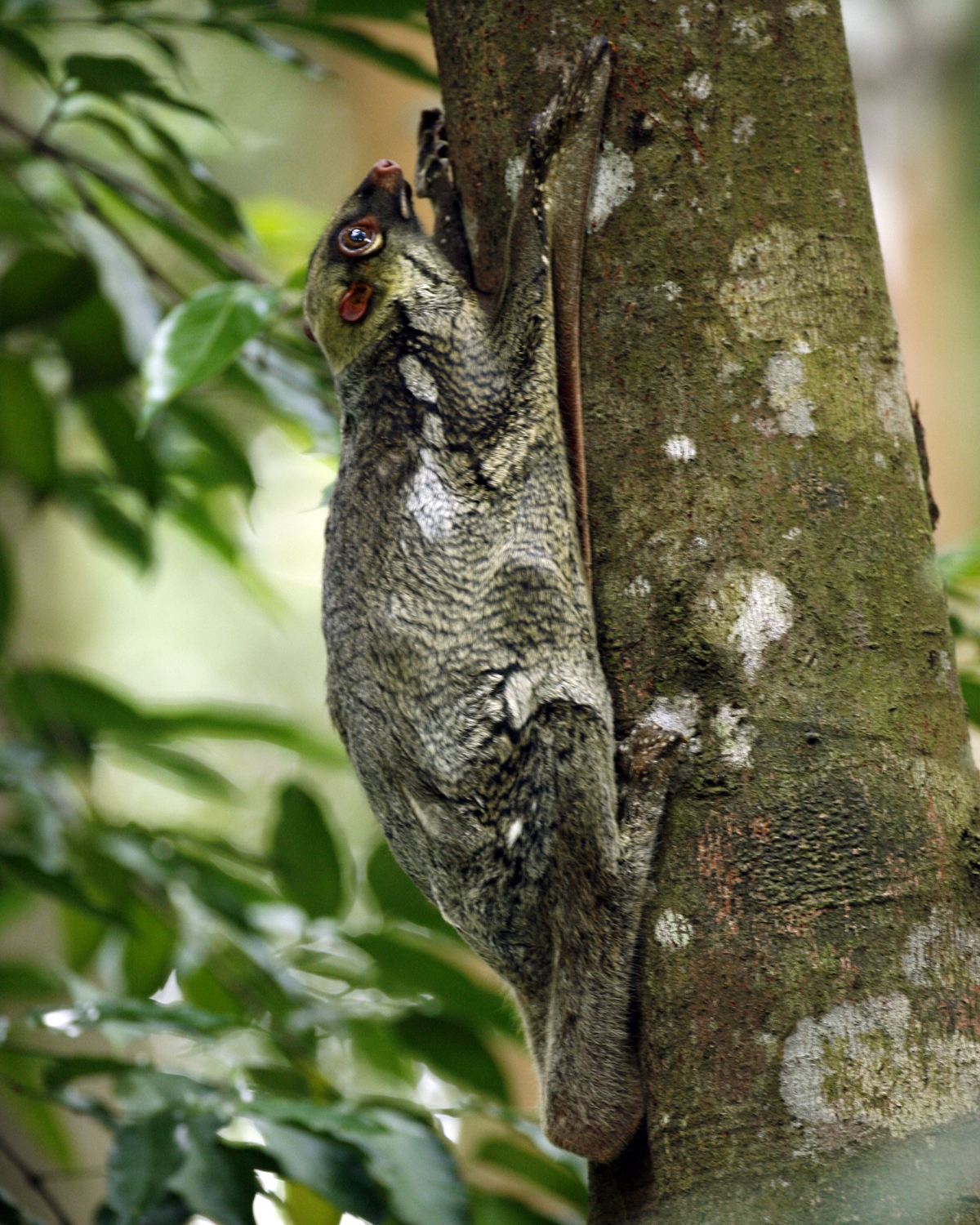
El lèmur volador malai (Galeopterus variegatus) és un parent proper del dermoteri.

Els lèmurs voladors són un grup petit de mamífers planadors del sud-est asiàtic propers als primats. El seu registre fòssil és extraordinàriament pobre. Encara que alguns grups del Paleogen, com ara els plagiomènids, es consideren a vegades parents propers dels lèmurs voladors, fins al 1992 no es trobà cap fòssil que es pogués assignar sense cap mena de dubte a la família dels cinocefàlids, que conté els lèmurs voladors vivents. Aquell any, Stéphane Ducrocq i col·laboradors descrigueren un fragment de mandíbula de l'Eocè de Tailàndia com un gènere i una espècie nous de lèmur volador, Dermotherium major. Tanmateix, el 2000 Brian Stafford i Frederick Szalay apuntaren que el dermoteri potser no era un lèmur volador, car el fòssil està tan mal preservat que se'n poden reconèixer pocs caràcters amb certesa i alguns trets del fòssil suposadament típics dels dermòpters també es donen en altres grups d'euteris. El 2005, Mary Silcox i col·laboradors corroboraren l'afinitat del dermoteri amb els lèmurs voladors basant-se en semblances detallades en la morfologia de les molars.
El 2006, Laurent Marivaux i col·laboradors descrigueren D. chimaera, una segona espècie de dermoteri, a partir de material de l'Oligocè de Tailàndia. Elegiren el nom específic chimaera ('quimera', en llatí) perquè comparteix trets tant amb el lèmur volador de les Filipines (Cynocephalus volans) com amb el lèmur volador malai (Galeopterus variegatus), les dues espècies actuals de lèmurs voladors. A més a més, identificaren provisionalment un fòssil de l'Oligocè del Pakistan com a D. chimaera i assignaren una sèrie de fòssils de l'Eocè de Myanmar al grup dels dermòpters. Segons una anàlisi filogenètica de Marivaux i col·laboradors, D. chimaera, D. major i el dermòpter de Myanmar són grups germans successius dels dos lèmurs voladors vivents.

## Descripció
El material fòssil conegut del dermoteri consisteix en uns quants fragments de mandíbula i dents aïllades. D. major és conegut únicament a partir d'un fragment del maxil·lar inferior esquerre amb la tercera molar inferior (m3) i una segona molar inferior (m2) mal conservada. L'holotip de D. chimaera és un fragment de maxil·lar inferior en el qual es poden veure restes de la tercera premolar inferior caduca. La microtomografia de rajos X revela la tercera incisiva inferior (i3), la canina (c1), la tercera premolar (p3) i la quarta premolar (p4), no erupcionada i encara dins del maxil·lar. A més a més, aquesta espècie és coneguda a partir de dos altres fragments de mandíbula, un amb m1 i m2 i l'altre amb m2, m3 i dues molars aïllades, la primera i segona molars superiors (M1 i M2). El material trobat al Pakistan i assignat provisionalment a aquesta espècie consisteix en una sola M2.
Les dues espècies de dermoteri eren més o menys igual de grosses que el lèmur volador de les Filipines i més grosses que el lèmur malai. Es diferenciaven de les dues espècies actuals en una sèrie de caràcters dentals. No es disposa de prou informació sobre l'esquelet del dermoteri per determinar si ja tenia les adaptacions per planar dels lèmurs voladors vivents. Les dues espècies tenen una mida similar, però es diferencien en els detalls de les dents. En dos espècimens de D. chimaera, la m2 té una llargada de 5 i 4,3 mm i una amplada de 5,4 i 4,8 mm, respectivament. Aquesta dent fa 5,4 mm de llargada i 4,9 mm d'amplada en l'únic espècimen conegut de D. major. La M2 del dermoteri del Pakistan mesura 4,3 mm de llargada i 6 mm d'amplada, en comparació amb 4,7 i 6,6 mm en l'única M2 coneguda de l'espècie tailandesa D. chimaera.
El maxil·lar inferior de D. major s'assembla al dels lèmurs voladors d'avui en dia en la presència d'una apòfisi angular forta i una fossa retromolar. L'apòfisi coronoide té un pendent marcat, amb la paret frontal gairebé vertical.

### Dentadura inferior
La i3 de D. chimaera és una dent allargada amb sis pues disposades de davant cap enrere. La primera és la més grossa, les quatre següents tenen aproximadament la mateixa mida i l'última és més petita. El nombre de pues és similar al del lèmur volador malai, que en té entre quatre i set, mentre que el lèmur volador de les Filipines en té entre tres i cinc. La c1 és una dent allargada i estreta. Al davant, es corba cap a la línia mediana de la mandíbula, mentre que té sis cúspides a la vora exterior, la més grossa de la qual és la tercera des del davant. La p3 també és allargada i arrodonida al davant, però més ampla al darrere, on forma un talònid. L'estreta part anterior de la dent presenta sis cúspides, de les quals el protocònid és la més grossa amb diferència. A la vora bucal del talònid hi ha una cúspide forta, l'hipocònid, amb una cresta, l'obliqua del crístid, que baixa cap al davant. Una segona cúspide més petita, l'hipoconúlid, es troba a la vora lingual del talònid i és connectada a l'hipocònid per un postcrístid. La forma pectinada (similar a una pinta) de la dent anterior és un caràcter comú dels lèmurs voladors però molt rar en els mamífers. D. chimaera s'assembla al lèmur malai en la forma pectinada de la C1 i la p3. En el lèmur volador de les Filipines, aquestes dents no són pectinades.
En D. chimaera, la p4 i les tres primeres molars inferiors s'assemblen entre si (i es diferencien de la i3, la canina i la p3) i semblen formar una cadena en la qual les dents es van fent més petites com més enrere estan. La m2 i la m3 són les úniques dents conegudes de D. major, però tenen una morfologia similar i la m3 és més petita que la m2. En el lèmur malai, en canvi, les dents es van fent grans des de la p4 fins a la m3. La p4 i les molars tenen un trigònid i un talònid distints. El trigònid conté un protocònid i un metacònid forts. El metacònid és més fort que el protocònid a les molars, però no se sap amb certesa si passa el mateix a la p4. En els lèmurs voladors actuals, el protocònid és més alt que el metacònid tant a la p4 com a la m1. El trigònid és més llarg a la p4 que a les molars. D. chimaera té el trigònid més ample que D. major. El paracrístid, una cresta baixa, descendeix del protocònid pel costat lingual cap endavant i forma el marge anterior del trigònid. La p4 manca de paracònid al davant del trigònid, però les molars sí que tenen aquesta cúspide.
El talònid conté un hipocònid, un hipoconúlid i un entocònid i és molt més ample que el trigònid perquè l'hipocònid està desplaçat bucalment. Una obliqua del crístid baixa des de l'hipocònid fins al protocònid. Tot i que el postmetacrístid descendeix des del darrere del metacònid fins a culminar en una petita cúspide, el metastílid, és separat de l'entocònid per una osca. Els lèmurs voladors d'avui en dia no tenen un postmetacrístid tan fort. L'hipoconúlid es troba al marge lingual posterior de la dent, darrere de l'entocònid. D. major té aquesta cúspide més enrere que D. chimaera i el lèmur volador malai, mentre que lèmur volador de les Filipines té les dues cúspides fusionades. En D. chimaera, el crístid posthipoconúlid s'estén des de l'hipoconúlid fins al cantó lingual posterior de la dent, on hi ha una petita cúspula, el distocúspid. El postcrístid connecta el distocúspid a l'hipocònid al llarg de la vora posterior de la dent. El lèmur volador de les Filipines és similar, però D. major manca de distocúspid i crístid posthipoconúlid, mentre que el lèmur volador malai té el distocúspid més feble i un postcrístid que lingualment no passa de l'hipoconúlid.

### Dentadura superior
Les molars superiors de D. chimaera tenen una forma triangular i són molt més amples que llargues. L'extrem estret del triangle apunta cap a la llengua. La M2 del Pakistan assignada provisionalment a D. chimaera és una mica més petita que els fòssils tailandesos de la mateixa espècie, però s'hi assemblen molt en els altres aspectes. El paracon i el metacon estan ben desenvolupats i junts formen una llarga cresta en forma de W. D. chimaera s'assembla al lèmur volador de les Filipines en el fet que les crestes de darrere del paracon i davant del metacon formen un angle agut l'una amb l'altra, de manera que produeixen una V. En el lèmur volador malai, en canvi, tenen una forma similar a una U. El cíngol del marge bucal de la dent és bastant petit en el fòssil pakistanès. La M2 té un paracònul i un metacònul a les vores linguals del paracon i el metacon, però la M1 manca de paracònul i té un metacònul petit i semblant a una cresta. Les cúspides petites estan més desenvolupades en la M2 del Pakistan. El protocon, la tercera cúspide principal, és present a la vora lingual de les dues molars superiors. Aquesta cresta està desplaçada cap endavant en els lèmurs voladors actuals, però no tant en D. chimaera. Dues crestes fortes baixen cap a la boca des de les cares anterior i posterior del protocon. Aquestes crestes culminen en unes cúspides petites (protocònuls) situades a la banda lingual del paracon i el metacon. Els lèmurs voladors d'avui en dia no tenen protocònuls. L'esmalt és rugós als flancs del paracon i el metacon i, en els espècimens tailandesos, al costat lingual del protocon, característica que també s'ha observat en alguns lèmurs voladors de les Filipines.

## Distribució i ecologia
D. major fou descobert en un pou de lignit conegut com a Wai Lek, situat a la província de Krabi, al sud-oest de Tailàndia. Forma part de la fauna de la conca del Krabi, que inclou almenys 40 gèneres de mamífers, majoritàriament artiodàctils, però amb primats com ara el siamopitec, Wailekia i Muangthanhinius. S'ha datat aquesta fauna a l'Eocè superior (fa 33-35 milions d'anys).
Els fòssils de D. chimaera provenen de la província de Phetchaburi, una part més septentrional de Tailàndia. Els dipòsits fossilífers, situats al pou de Cha Prong, dins d'una mina coneguda com a Nong Ya Plong, daten de l'Oligocè superior. Entre els altres mamífers que s'hi han trobat hi ha el rosegador Fallomus ladakhensis, el rinoceront Diceratherium sp. cf. D. lamilloquense, el carnívor Chaprongictis phetchaburiensis, el lipotifle Siamosorex debonisi i un ratpenat pteropòdid.
Paali Nala, el lloc on es descobrí la M2 assignada provisionalment a D. chimaera, es troba als turons Bugti del Balutxistan, a l'oest del Pakistan. Es creu que la localitat fòssil, situada estratigràficament al membre Bugti de la formació de Chitarwata, data de l'Oligocè inferior. La fauna de Paali Nala comprèn una gran varietat de mamífers, incloent-hi nombrosos rosegadors, alguns primats i rinoceronts.
Les especialitzacions dels dermòpters fan que depenguin d'hàbitats boscosos. Les reconstruccions dels paleomedis de Krabi, Nong Ya Plong i Paali Nala suggereixen que els tres jaciments corresponen a boscos tropicals humits. La causa de la seva extinció al subcontinent indi podria haver sigut l'assecament del clima durant l'Oligocè superior.